# 木沢中務大輔
木沢 中務大輔（きざわ なかつかさたいふ）は、戦国時代の武将。

## 概要
中務大輔は兄の木沢長政や弟の木沢左馬允と共に畠山総州家の畠山義堯に仕えていた。長政が義堯と対立し足利義晴や細川晴元に接近して大和国や河内国などで守護並みの権力を獲得すると、兄に従い行動した。長政が畠山在氏を擁立すると平英正や井口美濃守と共にその奉行人となった。権勢を誇った長政は幕府や晴元の意思と異なる行動を度々していたため、長政を排除しようと天文11年（1542年）3月17日に太平寺の戦いが勃発した。しかし、主君・畠山在氏や左馬允、父・浮泛、弟・左馬允といった長政以外の木沢一族は長政に加担せず飯盛山城に籠っていた。長政の敗死後は在氏が幕府に中務大輔の赦免を願い出ていたが、翌12年（1543年）に長政の利権を確保しようとした畠山稙長・遊佐長教らに攻められて「飯盛落居」となり、「畠山右衛門督（在氏）、木沢中務大輔、平若狭（英正）等」は「何（いずれ）も牢人」となった。天文15年（1546年）8月には本願寺と通じており、戦を起こすと予告した上でそのための馬を所望している。同時期に細川氏綱の内衆である長塩正親も本願寺に戦の助成を要求していることから、中務大輔は細川晴元に反抗して氏綱方に付いていたと考えられる。
妻は斎藤山城守（畠山氏の家臣で斎藤道三とは別人）の娘で、山城守は飯盛山城を攻め落とした遊佐長教によって殺害されている。